# 사쿠라이 준
사쿠라이 준(일본어: 桜井 純, 영어: Jun John Sakurai 준 존 사쿠라이[*], 1933년 1월 31일 – 1982년 11월 1일)은 일본 태생 미국의 물리학자이다. 유명한 양자역학 교재를 집필하였다.

## 생애
일본 도쿄에서 태어났다. 1949년 유학생 선발 시험에 합격하여 고등학생 시절 미국 유학을 가 브롱크스 과학 고등학교를 졸업하였고, 하버드 대학교에서 학사 과정을, 코넬 대학교에서 박사 과정을 마쳤다.
대학원생이었을 때 이미 독자적으로 약한 상호작용의 벡터-축벡터 이론(V-A theory)을 발견하였고, 1960년에는 양자 색역학이 발표되기 이전에 이미 강한 상호작용을 비가환 양-밀스 이론으로 설명해야 한다는 사실을 유추하였다. 또한, 전기·약 작용의 이론을 확립하는 데 기여하였다.
개인적으로, 스키와 기타를 좋아하였고, 바리톤으로서 성악에도 상당히 조예가 깊었다.
1982년 제네바에 있는 CERN을 방문하던 도중 동맥류로 49세의 나이로 갑자기 요절하였다.
사쿠라이가 집필한 양자역학 책 은 오늘날에도 표준 교재로 널리 쓰이고 있다. 사쿠라이의 업적을 기려 미국 물리학회는 매년 이론 입자 물리학의 사쿠라이 상(J. J. Sakurai Prize for Theoretical Particle Physics)을 수여한다.

## 같이 보기
- 사쿠라이 상